# 榮察
榮察（1475年—？），字省夫，陝西西安府藍田縣人，軍籍，明朝政治人物。

## 生平
陝西鄉試第十九名舉人。正德十二年（1517年）中式丁丑科會試第二百八十名，登第三甲第一百九十七名進士。户部观政，授山西平阳府夏县知县，升刑部主事、员外郎、郎中，官至贵州布政司左参议，致仕。

## 家族
曾祖榮和；祖父榮清，曾任縣主簿 贈知縣；父榮華，曾任監察御史。母王氏（封孺人）。慈侍下。弟榮字、榮憲、榮寀（监生）。